# یورش خون به سر
یورش خون به سر (به انگلیسی: A Rush of Blood to the Head)، دومین آلبوم استودیویی گروه آلترناتیو راک بریتانیایی، کلدپلی است که در تاریخ ۲۶ آگوست ۲۰۰۲ منتشر شده‌است.این آلبوم توانست 3 جایزه گرمی در سال‌های 2003 و 2004 به دست آورد.
این آلبوم با فروش تقریبی 22 میلیون,پرفروش‌ترین آلبوم کلدپلی باشد.

## Track listing
همهٔ ترانه‌ها توسط کریس مارتین, جانی باکلند,  گای بریمن, و ویل چمپیون نوشته شده‌است.
| شماره      | نام                           | مدت   |
| ---------- | ----------------------------- | ----- |
| ۱.         | «سیاستمدار»                   | ۵:۱۸  |
| ۲.         | «در جای من»                   | ۳:۴۸  |
| ۳.         | «خداوند لبخندی بر لبانت بنهد» | ۴:۵۷  |
| ۴.         | «دانشمند»                     | ۵:۰۹  |
| ۵.         | «ساعت ها»                     | ۵:۰۷  |
| ۶.         | «روز روشن»                    | ۵:۲۷  |
| ۷.         | «چشمان سبز»                   | ۳:۴۳  |
| ۸.         | «علامت هشداردهتده»            | ۵:۳۱  |
| ۹.         | «زمزمه»                       | ۳:۵۸  |
| ۱۰.        | «یورش خون به سر»              | ۵:۵۱  |
| ۱۱.        | «آمستردام»                    | ۵:۱۹  |
| مجموع مدت: | مجموع مدت:                    | ۵۴:۰۸ |